# Кошурниково (станция)
Кошу́рниково — станция Абаканского региона Красноярской железной дороги. Находится в посёлке городского типа Кошурниково Курагинского района Красноярского края.

## История
Основана в 1965 году.

## Пригородное сообщение по станции
| № поезда | Маршрут движения     | № поезда | Маршрут движения     |
| -------- | -------------------- | -------- | -------------------- |
| 6619     | Кошурниково — Абакан | 6620     | Абакан — Кошурниково |

## Дальнее следование по станции
| № поезда | Маршрут движения    | № поезда | Маршрут движения    |
| -------- | ------------------- | -------- | ------------------- |
| 123      | Красноярск — Абакан | 124      | Абакан — Красноярск |

## Структурные подразделения
• Кошурниковская дистанция пути.
• Кошурниковская дистанция сигнализации, централизации и блокировки.